# پرفکت ورلد
پرفکت ورلد (چینی: 完美世界股份有限公司) شرکت بازی ویدئویی چینی است، که در سال ۲۰۰۴ توسط چی یوفنگ تأسیس شد.